# 이인호 (1962년)
이인호(李仁浩, 1962년 ~ , 서울특별시)는 대한민국의 공무원이다. 2017년 6월 산업통상자원부 차관으로 임명되었다.

## 학력
- 광성고등학교 졸업
- 서울대학교 경제학과 학사
- 하버드 대학교 대학원 정책학 석사

## 경력
- 1987 제31회 행정고시 합격
- 1988.04 상공부 수출진흥과, 주일본대사관, 아주통상1과
- 1995.12 대통령비서실, 산자부 무역정책과, OECD 산업자원관, 원자력산업과장
- 2007.07 지식경제부 장관비서관, 무역정책과장, 산업기술정책과장, 운영지원과장
- 2009.05 코트라 외국인투자지원센터
- 2009.08 주미국대사관 공사참사관
- 2012.08~2014.08 지식경제부 기획조정실 정책기획관
- 2014.05~2016.05 산업통상자원부 창의산업정책관
- 2014.08~2014.09 산업통상자원부 산업기반실장 직무대리
- 2015.07~2016.03 산업통상자원부 무역투자실장
- 2016.03~2017.06 산업통상자원부 통상차관보
- 2017.06~2017.07 산업통상자원부 제1차관
- 2017.07~2018.09 산업통상자원부 차관
- 2019.01~2024.01 한국무역보험공사 사장
- 2024.02~ 한국무역협회 상근 부회장